# Fanny Glissant
Fanny Glissant est productrice et réalisatrice de documentaires. En 2018, elle réalise avec Daniel Cattier et Juan Gélas Les Routes de l'esclavage.

## Biographie
Fanny Glissant est descendante d'esclave et de maître. Elle a pour oncle le philosophe et poète Édouard Glissant. Sa tante est réalisatrice et son père a été formé à l’Institut des Hautes Études Cinématographiques. Fanny Glissant intègre l'université Paris VIII, en section cinéma et ethnologie. En 2009, elle réalise son premier documentaire sur les violences faites aux femmes Bienvenue dans la vraie vie des femmes.
En 2012, elle rejoint la Compagnie des Phares et Balises. 
En 2018, elle produit et co-réalise avec Daniel Cattier et Juan Gélas Les routes de l'esclavage. Cette série de quatre documentaires propose une synthèse sur l'histoire de l'esclavage, à travers les siècles et les continents de 476 après Jésus-Christ à 1888. Catherine Coquery-Vidrovitch en est la conseillère historique et scientifique. Cette fresque aborde les questions économiques et géographiques. « Avec cette traite se mettent en place le système bancaire et assurantiel, l’économie financiarisée. Ce qui nous intéressait, Daniel Cattier, Juan Gélas et moi-même, c’était de donner à voir les infrastructures de l’esclavage. On ne déporte pas 13 millions de personnes sans bénéficier d’un soutien financier, logistique et militaire. Nous voulions montrer la co-implication du secteur privé et de l’État. »

## Productions et réalisations
- Bienvenue dans la vraie vie des femmes, réalisation Fanny Glissant, scénario Agnès Poirier, 2009
- Orson Welles, autopsie d’une légende, réalisation Fanny Glissant, direction Elisabeth Kapnist, 2015
- Le dernier Gaulois, réalisation Fanny Glissant, direction  Samuel Tilman , 2015
- Afrique(s), une autre histoire du XXe siècle, La case du siècle, réalisation Julien Johan, 156 minutes, 2016
- Karen Blixen, le songe d'une nuit africaine, réalisation Elisabeth Kapnist, 52 minutes, 2017
- Les Routes de l'esclavage, quatre épisodes de 52 minutes, réalisation Daniel Cattier, Juan Gélas et Fanny Glissant, conseil historique Catherine Coquery-Vidrovitch , coproduction Compagnie des Phares et balises et Arte, 2018